# Carrie Fisher
Carrie Frances Fisher (Burbank, Kalifornia, 1956. október 21. – Los Angeles, 2016. december 27.) Grammy-díjas amerikai színésznő, forgatókönyvíró és író.
Ismertséget Leia Organa hercegnő szerepe hozott számára az eredeti Csillagok háborúja trilógiában.

## Életrajza

### Fiatalkora és családja
Carrie Fisher a kaliforniai Burbankben született, Eddie Fisher énekes és Debbie Reynolds színésznő gyermekeként. Nagyszülei apai ágon oroszországi zsidó bevándorlók voltak. Fiatalabb testvére Todd Fisher, apai ágú féltestvérei Joely Fisher és Tricia Leigh Fisher.
Amikor Carrie kétéves volt, szülei elváltak, és apja Elizabeth Taylor színésznőt vette el feleségül. A rákövetkező évben anyjának Harry Karl, egy cipőbolthálózat tulajdonosa lett a férje. Szülei úgy gondolták, hogy Carrie is a családi üzletbe fog beszállni. A Beverly Hills gimnázium diákja volt, de később otthagyta, és édesanyjával járta az országot. Első színészi szereplése az Irene című, 1973-as Broadway-darabban volt, amelyben a főszerepet anyja játszotta.

### Karrierje

#### 1970-es évek
Kicsivel később beiratkozott a London’s Central School nyelv- és drámaszakára, ahol 18 hónapig tanult. Első szereplésére 1975-ben, a Sampon című Hal Ashby-filmben került sor, olyan sztárokkal, mint Warren Beatty, Goldie Hawn és Lee Grant.
1977-ben megkapta a Csillagok háborúja című filmben Leia Organa hercegnő szerepét. A filmben többek között Mark Hamill-lel és Harrison Forddal játszott együtt. A Csillagok háborújának átütő sikere után vált igazán híressé. Leia hercegnő karaktere igazi árucikké vált: a műanyagból készült figurák valósággal elárasztották az Egyesült Államok játékboltjait. 1978-ban ismét Leia hercegnő szerepét játszotta a Star Wars Holiday Special című tévéfilmben.

#### 1980-as, 1990-es évek
Fisher játszott a Blues Brothers című mozifilmben, amelyben Joliet Jake bosszúálló exszeretőjét alakította, majd nem sokkal később a Broadwayn is játszott a Censored Scenes from King Kong című előadásban. Ebben az évben mutatták be a Csillagok háborúja trilógia második részét, A Birodalom visszavágot, amiben ismét Leia hercegnőként szerepelt, majd három évvel később harmadszor öltötte magára Leia szerepét. A Jedi visszatérben viselt, jelképpé alakult metál bikininek köszönhetően Fisher rövid időre valóságos szexszimbólummá vált. 1982-ben ismét fellépett a Broadwayn.
1985-ben szerepelt a francia eredetiből remake-elt Magas barna férfi felemás cipőben című filmben, Tom Hanks partnereként, akivel négy évvel később az Ami sok, az sokk című vígjátékban is együtt szerepelt. Woody Allen 1986-os vígjátékában, a Hannah és nővérei-ben is kapott egy szerepet. 1987-ben jelent meg Carrie Fisher Képeslapok a szakadék széléről című regénye, amiből szinte azonnal bestseller lett. A könyv nagyrészt személyes élményein alapul, olyanokon, mint például a drogfüggősége. A könyvből 1990-ben film is készült Képeslapok a szakadékból címmel, Mike Nichols rendezésében, melyben olyan színészek játszottak, mint Meryl Streep, Shirley MacLaine, Dennis Quaid, Gene Hackman, Richard Dreyfuss és Rob Reiner.
Fisher úgynevezett scriptdoctor-ként is tevékenykedett, ez olyan munkakört jelöl, ahol valaki még utoljára átfutja a forgatókönyveket és kijavítja azok esetleges hibáit. Ebben a minőségben dolgozott többek között olyan filmek forgatókönyvén, mint a Hook, a Halálos fegyver 3., az Apáca show, Az utolsó akcióhős, a Vírus, a Nászok ásza, a Mr. és Mrs. Smith és a Star Wars-előzménytrilógiából a Baljós árnyak és Csillagok háborúja III: A Sith-ek bosszúja|A Sith-ek bosszúja.

### 2000 után
Kisebb szerepet kapott Kevin Smith Jay és Néma Bob visszavág című 2001-es komédiájában, amiben egy apácát alakított. 2005-től 2017-ig a Family Guy című tévésorozatban Angelát alakította.
A 2015-ben bemutatott Csillagok háborúja VII: Az ébredő Erő-ben is szerepet kapott, az idős Leia Organa tábornokot, az ellenállás vezetőjét alakította. A 2017-ben bemutatott Csillagok háborúja VIII: Az utolsó Jedik-ben is szerepelt, miután a vele készült jeleneteket már halála előtt felvették.

## Halála
2016. december 23-án, egy Londonból Los Angelesbe tartó repülőgépen szívinfarktust kapott, és bár egy ott tartózkodó orvos újraélesztette, kritikus állapotban szállították kórházba. Egy ideig úgy tűnt, hogy stabilizálódik az állapota, de december 27-én a kora délelőtti órákban, 8 óra 55 perckor elhunyt. A későbbi vizsgálatok megállapították, hogy háromféle drog is volt a szervezetében, bár azt nem tudni ezek mennyiben játszottak szerepet a halálában.
Egy nappal később édesanyja, Debbie Reynolds is elhunyt, halálát valószínűleg stroke okozta, melyben közrejátszhatott leányának halálhíre.

## Filmjei

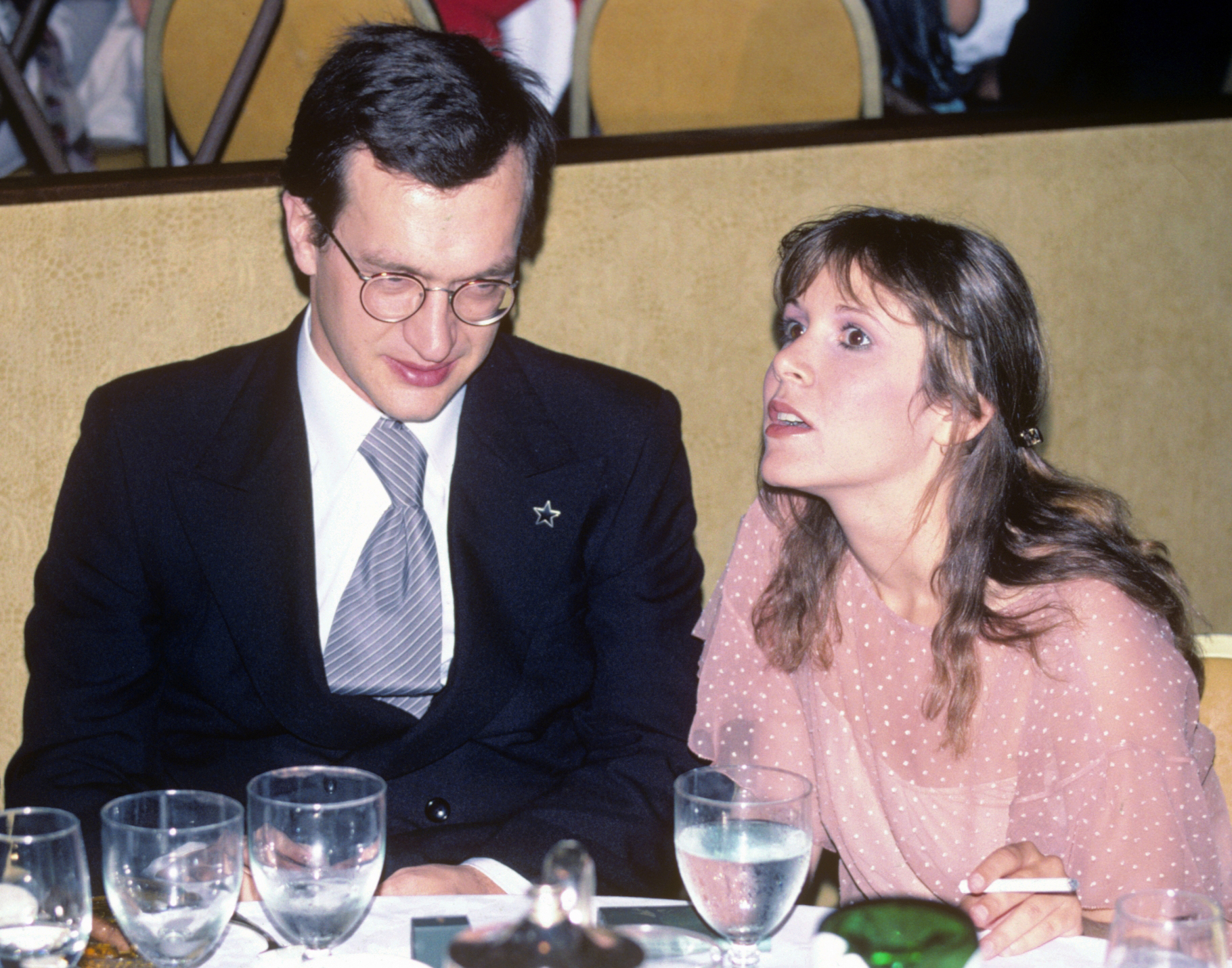
Wim Wenders és Carrie Fisher 1978-ban

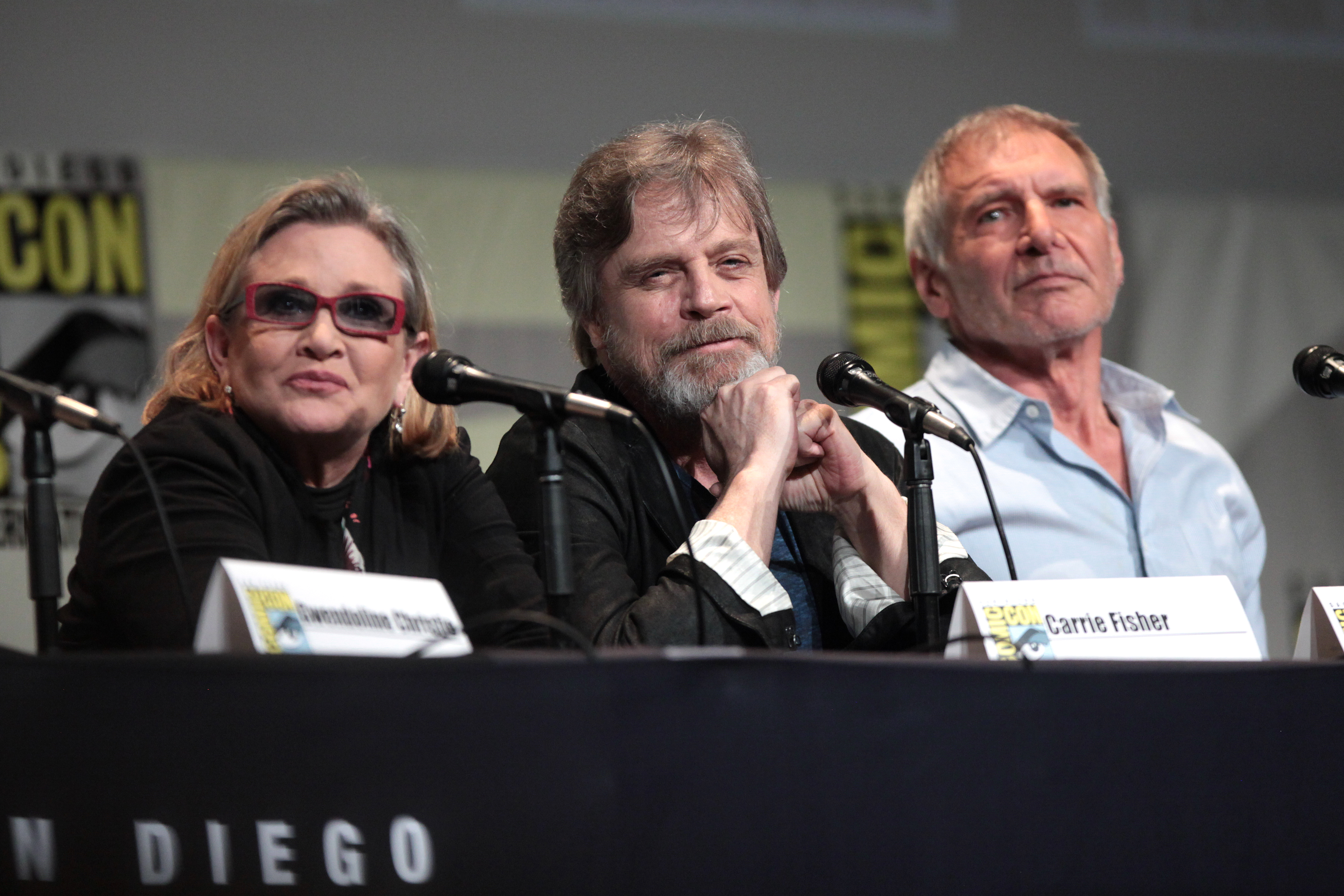
Fisher a Csillagok háborúja főszereplői, Mark Hamill és Harrison Ford társaságában (2015)

### Színészként
- Star Wars IV. rész – Egy új remény (1977)
- Star Wars V. rész – A Birodalom visszavág (1980)
- Blues Brothers (1980)
- A szivárvány alatt (1981)
- Star Wars VI. rész – A Jedi visszatér (1983)
- És megszólal Garbo (1984)
- Frankenstein (1984)
- Magas barna férfi felemás cipőben (1985)
- Hannah és nővérei (1986)
- Disneyland (1986)
- Amazonok a Holdon (1987)
- Randevú a halállal (1988)
- Ami sok, az sokk (1989)
- Örömkölyök (1989)
- Hullajó feleség (1989)
- Harry és Sally (1989)
- Édes bosszú (1990)
- Házinyúlra nem lövünk (1990)
- Szűnj meg, Fred! (1991)
- Folytatásos forgatás (1991)
- Ez az életem (1992)
- Frasier – A dumagép (1995)
- Szőr Austin Powers: Őfelsége titkolt ügynöke (1997)
- A pisztoly (1997)
- Sikoly 3. (2000)
- Szex és New York (2000)
- Öreg díva, nem vén díva (2001) (forgatókönyvíró is)
- Szívtiprók (2001)
- Jay és Néma Bob visszavág (2001)
- Charlie angyalai: Teljes gázzal (2003)
- Drogtanya (2003)
- Határtalan szerelem (2004)
- Jack és Bobby (2004)
- Family Guy (2005–2016)
- Felfedezésre várva (2005)
- Smallville (2005)
- A Vadmacska Klub (2007)
- Nancy ül a fűben (2007)
- A stúdió (2007)
- Nők (2008)
- Fanboys - Rajongók háborúja (2009)
- Kegyetlen titok (2009)
- Törtetők (2010)
- Agymenők (2014)
- Star Wars VII. rész – Az ébredő Erő  (2015)
- Star Wars VIII. rész – Az utolsó jedik  (2017)[19]
- Star Wars IX. rész – Skywalker kora (2019)[20]

### Forgatókönyvíróként
- Képeslapok a szakadékból (1990)
- Az ifjú Indiana Jones kalandjai (1993)
- Roseanne (1997)
- Öreg díva, nem vén díva (2001)
- Vágyivászat (2010)

## Magyarul megjelent művei
- Édes gyermekem; fordította: Sóvágó Katalin; Maecenas, Budapest, 1995 (Vénusz könyvek)
- A hercegnő naplója. Találkozás önmagammal; fordította: Bozai Ágota; Libri, Budapest, 2017

## Díjak és jelölések
- 1991 – BAFTA-díj jelölés a legjobb adaptált forgatókönyvre (Képeslapok a szakadékból)

## További információ
- Hivatalos oldal
- Carrie Fisher a PORT.hu-n (magyarul)
- Carrie Fisher az Internetes Szinkronadatbázisban (magyarul)
- Carrie Fisher az Internet Movie Database-ben (angolul)
- Carrie Fisher a Rotten Tomatoeson (angolul)